# 苗春祭
苗春祭，又作“苗、春祭、苗. 春祭”，形式为一种音乐祭，实际上是合作社式的「生活實驗」活动，被称为“野生的艺术行动”和“全台灣最‘ㄎ一ㄤ’的藝術季”。活动场所在台灣台中市南投县埔里鎮「桃米坑」公車站牌步行約十五分鐘之處，當地警察局附近一幢名为“紙寮坑藝術農工場”的四层楼房，该场所一直在建设当中。

## 历史
最初，人稱「阿寰」的藝術家林經寰和其伴侶“小莲”鄒貞蓮買下土地、募资建设建筑，招募青年志工（称为“农工队”）使用价格低廉的建筑材料搭建装修房屋，作为苗春祭的场所。第一届苗春祭于2014年底筹备，仅收入76,000新台币。活动于每年農曆春節期間初三開始，持续七天。创始人林經寰要求苗春祭的参与者在农工厂生活起居，希望参与者遵守集体规范，共同劳作，并称可以用劳力或物资抵算门票费用。2018年起，林經寰提出「共同主辦」等概念，要求參與者共同負擔音樂祭的工作和支出，也平分收入。主办者颇为强调“台灣主體價值的建構”，组织态度较为强硬，经常与参与者产生冲突。